# 史垂譽
史垂譽（？—17世紀），字望之，號龍門、著棋巷人，江西南昌府豐城縣人，明朝政治人物。

## 生平
史垂譽是天啟七年（1627年）丁卯科舉人，崇禎十六年（1643年）成進士，改翰林院庶吉士。次年（1644年）三月，李自成攻陷北京，大順軍隊擒拿史垂譽讓牛金星勸降，他大罵拒絕，於是遭拷打到骨折，暈倒再醒來幾次。
不久，清朝軍隊攻取北京，他負傷歸鄉。順治年間，他婉拒清朝巡撫舉薦，隱居終老。著有《燃藜逸稿》。

## 引用
1. 1 2  錢海岳《南明史·卷八十七·列傳第六十三》：時南昌、瑞州、九江、南康、饒州、廣信遺臣：……豐城則史垂譽，字望之，崇禎十六年進士，改庶吉士。為李自成執，瀕死免歸。清督撫薦，不出，家居以壽終。
2. ↑  同治《豐城縣志·卷八·選舉》：天啟七年丁卯鄉試 解元孔大德……史垂譽 詳進士
3. ↑  同治《豐城縣志·卷十七·人物》：史垂譽，字望之，號龍門，著棋巷人。崇禎癸未進士，以闖賊警，十月始傳臚，選庶常。明年甲申三月京城陷，賊邏得垂譽曳至。賊相牛金星幄中，牛諭降，不從罵賊，賊恚甚發，賊將李友營恣拷掠，已復鎚鐵篐腦，骨裂絕復甦者數次終不屈，會大兵至，賊遁未久，賊尋滅。乃裹創徒跣歸。順治間督撫交章薦，力辭，以跛履終其身。著《燃藜逸稿》。